# Akademischer Kulturkampf
Als Akademischer Kulturkampf werden die Auseinandersetzungen zwischen katholischen und liberalen Studentenverbindungen im Deutschen Kaiserreich und in Österreich zu Beginn des 20. Jahrhunderts bezeichnet. Es handelt sich um eine erst nachträglich aufgekommene Bezeichnung, durch die die Ereignisse an den Kulturkampf des 19. Jahrhunderts angelehnt werden.

## Historische Entwicklung
Zur Vorgeschichte des Akademischen Kulturkampfs gehört der Streit um die Berufung katholischer Gelehrter – wie des Historikers Martin Spahn und des Kirchenhistorikers und Theologen Albert Ehrhard – an die neu gegründete Universität Straßburg im Jahre 1901. Das Reichsland Elsaß-Lothringen war nach dem Deutsch-Französischen Krieg 1870/71 gebildet worden. Es unterstand – anders als die Bundesstaaten  – unmittelbar dem Deutschen Kaiser.
Nachdem für den dortigen Lehrstuhl für Geschichte Friedrich Meinecke vorgeschlagen worden war, schlug der Protestant und Chef der Verwaltung der preußischen Universitäten, Friedrich Althoff vor, einen zweiten Lehrstuhl für Geschichte für die katholischen Studenten mit Martin Spahn zu besetzen. Solche konfessionell gebundenen katholischen Geschichtsprofessuren gab es bereits an den Universitäten Bonn, Breslau und Freiburg. Die Straßburger Philosophische Fakultät weigerte sich, dem Vorschlag zu folgen, intervenierte bei Kaiser Wilhelm II., woraufhin Althoff im Einvernehmen mit dem Kaiser und gegen den Willen der Philosophischen Fakultät Spahn zum Professor in Straßburg ernannte. Nobelpreisträger Theodor Mommsen wählte den Weg in die Öffentlichkeit und argumentierte mit dem Schlagwort von der „voraussetzungslosen Forschung“.
Der Streit war Vehikel dafür, den Begriff der akademischen Freiheit grundlegend zu klären. Dabei erwies sich diese Auseinandersetzung aus katholischer Sicht sehr schnell als Vorwand für den Erhalt des protestantischen Charakters der Universitäten in Deutschland.
Dies wurde umso mehr deutlich, als seit 1904 von der Universität Jena ausgehend antikirchliche und liberale Studentenkorporationen im Namen der akademischen Freiheit die Beseitigung der katholischen Studentenkorporationen forderten. Ein Beispiel hierfür ist die katholische Studentenverbindung KDStV Sugambria in Jena. Der Streit breitete sich schnell auf die Universitäten Berlin, Hannover, Aachen, Karlsruhe, Darmstadt, Straßburg, Wien und Graz aus. Aus den Streitigkeiten zwischen den einzelnen Korporationen erwuchs schnell ein Gelehrtenstreit, der die Medien im ganzen deutschsprachigen Raum (Deutsches Kaiserreich und Österreich-Ungarn) beschäftigte.
Im Zuge der Ausweitung auf andere Universitätsstädte waren auch die katholischen Korporationen in Straßburg betroffen, darunter der Katholische Studentenverein Frankonia, der aber zu dieser Zeit einen großen Zustrom an Mitgliedern erfuhr und daher symbolträchtig zeitgleich zwei Tochterverbindungen ins Leben rief, die Staufia und Merovingia. Durch diese Neugründung wurden aus etwa 30 auf einen Schlag gut 90 Studenten mit der gleichen, katholisch geprägten Einstellung. Es wurde möglich, die Hochschulpolitik der Kaiser-Wilhelm-Universität Straßburg maßgeblich mitzuprägen und den Kulturkampf zu beeinflussen. 
Der später in Anlehnung an den Kulturkampf so genannte „Akademische Kulturkampf“ fand im Deutschen Reich sein Ende, noch bevor 1911 Katholiken zu einer überkonfessionellen christlichen Gewerkschaft aufriefen, was zum sogenannten Gewerkschaftsstreit führte. Im Kaiserreich fand der offen ausgetragene Konfessionsgegensatz unter dem Vorzeichen des Ersten Weltkrieges in der zunehmenden Burgfriedenspolitik sein Ende.

## Österreich
In Österreich ist insgesamt weniger von einem Kulturkampf, als wichtigen Kulturauseinandersetzungen im damaligen Vielvölkerstaat die Rede, bei dem es gelang, mit frühen Formen eines Österreichbewusstsein die pluralen nationalen wie konfessionellen Identitäten zu überwölben. Die Auseinandersetzungen an den Universitäten, an denen auch viel reichsdeutsche Studenten aktiv waren, waren von Bedeutung und teilweise recht gewalttätig. Das Staatsgrundgesetz über die allgemeinen Rechte der Staatsbürger 1867 und die sogenannten Maigesetze von 1868 lösten einiges an Konflikten mit der katholischen Kirche aus. Sie sind auch Bestandteil der österreichischen Bundesverfassung geworden und so bis heute von Belang. Mit dem Aufkommen katholischer Studentenverbindungen seit dem Ende des 19. Jahrhunderts kam es regelmäßig zu gewalttätigen Auseinandersetzungen zwischen freiheitlichen und katholischen, österreichtreuen Verbindungsstudenten.
Die Wiener Austernschlacht, eine nach der KÖStV Austria Wien benannte gewaltsame Auseinandersetzung zwischen katholischen und national-freiheitlichen Verbindungen im Jahr 1889 in Wien ist die bekannteste Auseinandersetzung dieses österreichischen Holzcomments. Der Name bezieht sich auf die Angehörigen der Austria, die eben als Wiener Austern angesprochen werden, eine Bezeichnung, die damals freilich auch für Schnecken in der Gastronomie populär war. Die nicht-schlagenden katholische Korporationen wurden von den schlagenden national-freiheitlichen Verbindungen angefeindet. Am 26. Oktober 1889 wurden Angehörige der Austria wie der Norica von 600 bis 800 feindlich gesinnten national-freiheitlichen Studenten auf der Uni zusammengeschlagen. Eine vom ÖCV geplante Gedenkveranstaltung an der Universität Wien führte noch 2009 zu Irritationen. Der Schwerpunkt lag in Graz. Im Februar 1906 verstarb der Grazer Caroline Anton Geser an den Folgen eines Überfalls, dessen Umstände nie geklärt werden konnten.  Unter anderem die Wahrmund-Affäre 1908 führte zu gewaltsamen Auseinandersetzungen in ganz Österreich und einer öffentlichen Kontroverse. In Innsbruck wurde die Beerdigung des Medizinstudenten und Mitglieds der Raeto-Bavaria Max Ghezze, der 1912 an den Folgen einer Schlägerei gestorben war, zu einer Demonstration mit tausenden Teilnehmern.
Am 16. Mai 1908 kam es zum Grazer Bauernsturm, bei dem freiheitliche Studenten eine Promotion in Couleur eines Funktionärs des Bauernvereins verhindern wollten. Am 14. Mai 1931 kam es zu einem der Austernschlacht ähnlichen Raufhandel in Graz. An diesem Tag versuchten Mitglieder der KATV Norica in Graz die Gründung derselben beim Rektorat der Universität Graz anzuzeigen, um offiziell als Hochschulverbindung zugelassen zu werden. Mitglieder schlagender Studentenverbindungen versuchten dies durch eine Blockade der Eingänge zu verhindern. Die Blockade konnte mit Hilfe aller anderen katholischen Verbindungen durchbrochen werden, es kam aber in der Folge zu weiteren Auseinandersetzungen. Erst durch das Eingreifen der Sicherheitsbehörden konnte die Ordnung wiederhergestellt werden.